# 826號密西西比州州道
826號密西西比州州道（英語：Mississippi Highway 826, MS 826）是位於美国密西西比州西部的州级公路。公路始於61号美国国道羅靈福克以南，並向北行，穿越農地，終於14號密西西比州州道羅靈福克以西。公路始建於1955年，作為繞過羅靈福克的道路。在夏基縣提議把公路交由州政府養護後，公路自1957年開始被指定為州道。

## 簡介

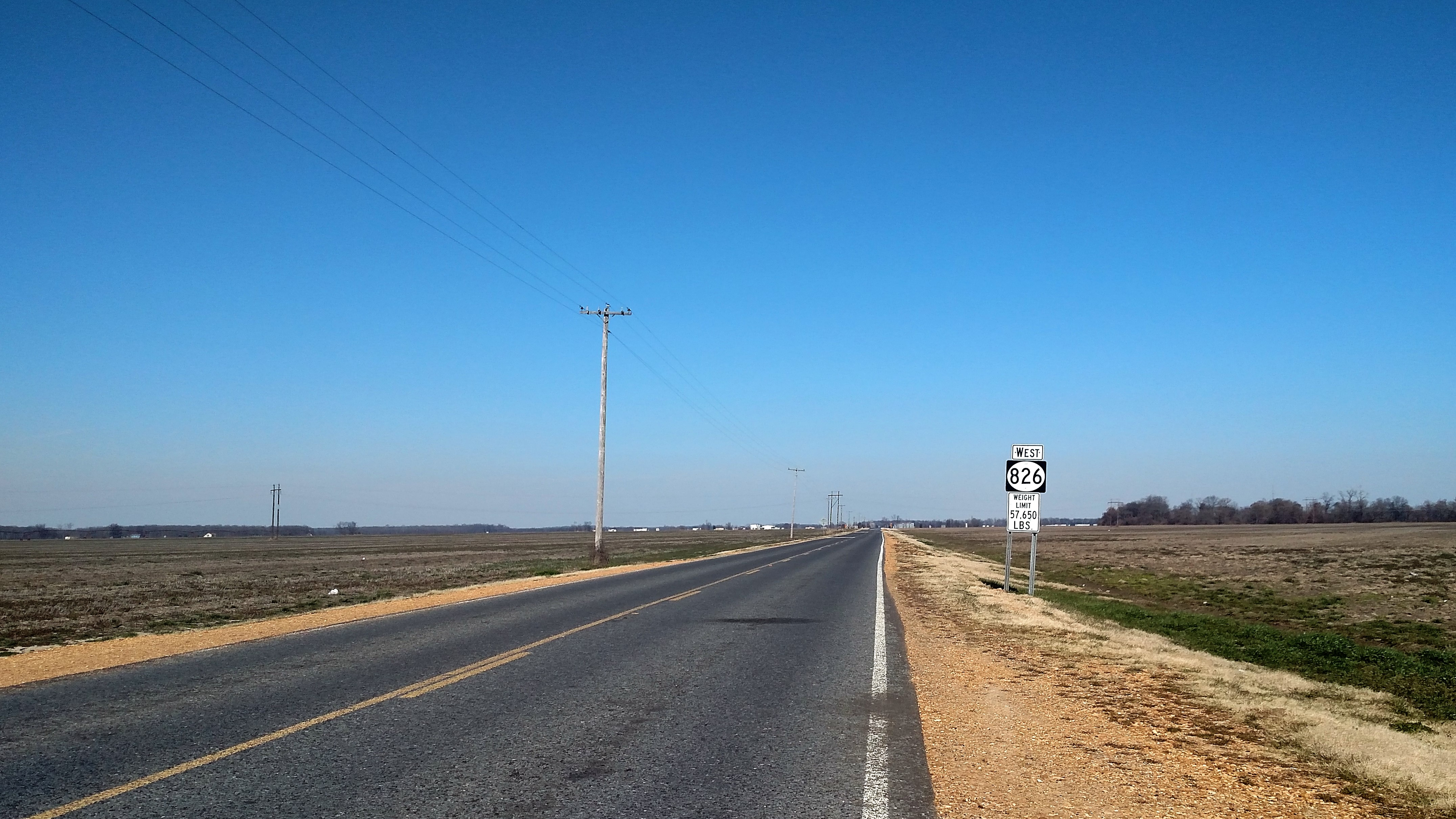
826號密西西比州州道上的確認牌

826號密西西比州州道全段位於夏基縣。根據密西西比州交通局在2018年的數據，此公路在終柵路（Ending Bar Road）以南之年平均每日交通流量為690車輛架次。此公路在密西西比州法典第65-3-3條中被指定為州道。公路是密西西比州州道系統的一部分，並由密西西比州交通局及夏基縣共同負責養護。公路的最高許可車輛總重量為57.650磅，共有兩條行車綫，一來一回，路面鋪瀝青，私家車或客車限速65英里每小時，貨車或貨車拖車限速55英里每小時。
公路始於羅靈福克以西南與61號美國國道及歧溪路（Fork Creek Road）的路口。公路沿途被農地圍繞，並向北行，與一條礫石路交匯。公路然後與通往羅靈福克南部的終柵路交匯。公路繼續向北行，並終於14號密西西比州州道羅靈福克以西。如果沿公路繼續向前走，則會進入緬甸路（Burma Road）；該路為礫石路，並終於16號密西西比州州道近洛倫岑。

## 歷史
公路在1955年由夏基縣鋪設，連接61號美國國道及14號密西西比州州道，並繞過羅靈福克，以減輕羅靈福克附近的郊區交通流量。在1955年3月夏基縣監理會提議之後，公路在1957年被指定為州道。

## 主要交匯處
全線均位於夏基縣境內。
| 地點                                       | 英里  | 公里  | 接點               | 備註 |
| ------------------------------------------ | ----- | ----- | ------------------ | ---- |
|                                            | 0.000 | 0.000 | 61號美國國道       | 南端 |
|                                            | 2.316 | 3.727 | 14號密西西比州州道 | 北端 |
| 1.000英里＝1.609公里；1.000公里＝0.621英里 |       |       |                    |      |